# Busc (corset)
Pour les articles homonymes, voir Busc.

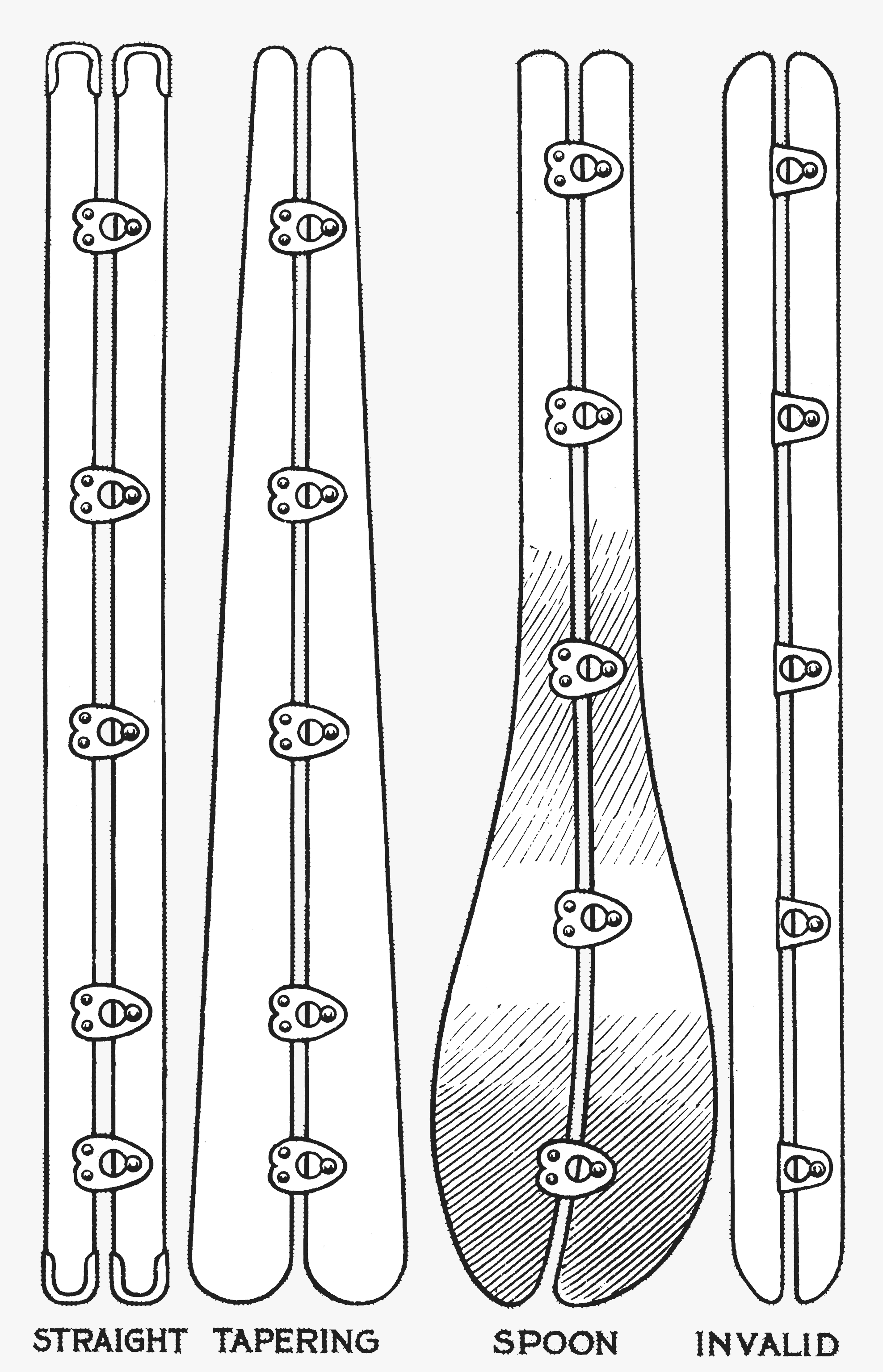
Quatre formes de busc (1913).

Le busc est l'élément rigide placé au centre devant un corset.
Dans les corsets du XVIe au XVIIIe siècle, le busc était une lame épaisse de bois, de métal ou d'ivoire, arrondie aux deux extrémités , de quelques centimètres de large et de la hauteur du corset, destinée à ce que le devant soit bien droit et à aider à faire pigeonner la poitrine. Ils étaient parfois fixes, cousus à l'intérieur du corset, mais le plus souvent amovibles, glissés dans une longue et étroite poche intérieure. Souvent gravés et ornés de dessins ou de quelques lignes d'un poème, ils pouvaient être offerts par un amoureux à sa belle.
Au milieu du XIXe siècle, en même temps que les baleines d'acier, apparaît un tout nouveau type de busc qui permet d'ouvrir le corset sur le devant, et donc de le mettre et de l'enlever beaucoup plus rapidement, et seule. Il est composé de deux baleines d'acier sur lesquelles sont soudés des crochets ou ergots, mâles et femelles.
La fin du XIXe siècle voit une légère modification de ce dernier modèle sous la forme du busc "cuillère", élargi et arrondi en bas pour mieux soutenir le ventre et ses organes internes. Les années 1900 voient le retour d'une forme de corset très droit devant, inventé par Mme Inès Gaches-Sarraute.
Les corsets fabriqués aujourd'hui par des corsetiers utilisent toujours les mêmes types de busc acier qu'au XIXe siècle. Ils sont simplement, en plus, inoxydables et recouverts de plastique pour encore mieux éviter la rouille. Seul un busc acier permet de faire un vrai corset qui réduit la taille, les petites agrafes et fermetures éclair ne permettant pas un bon maintien et se déformant voire "sautant" quand on serre.